# Russy (Belmont-Broye)
Russy (toponimo francese) è una frazione di 221 abitanti del comune svizzero di Belmont-Broye, nel Canton Friburgo (distretto della Broye).

## Storia

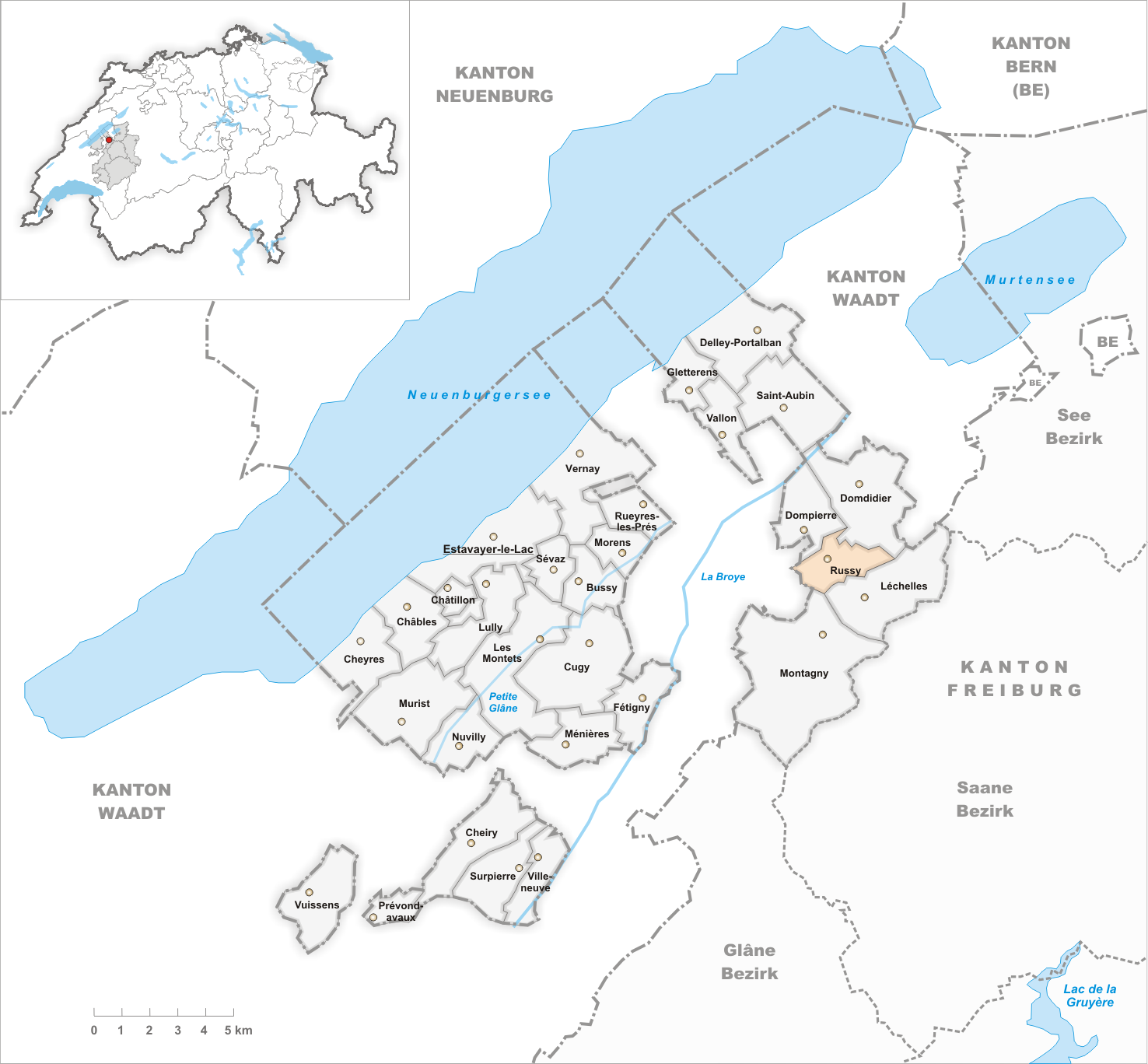
Il territorio del comune di Russy prima degli accorpamenti comunali del 2016

Già comune autonomo che si estendeva per 3,72 km², il 1º gennaio 2016 è stato accorpato agli altri comuni soppressi di Domdidier, Dompierre e Léchelles per formare il nuovo comune di Belmont-Broye.

## Monumenti e luoghi d'interesse
- Chiesa cattolica di San Nicola, eretta nel 1762[1];
- Castello di Russy, eretto nel XVI secolo e ricostruito nel 1762[1].

## Società

### Evoluzione demografica
L'evoluzione demografica è riportata nella seguente tabella:
Abitanti censiti

## Amministrazione
Ogni famiglia originaria del luogo fa parte del comune patriziale che ha la responsabilità della manutenzione di ogni bene comune.